# Travemünde

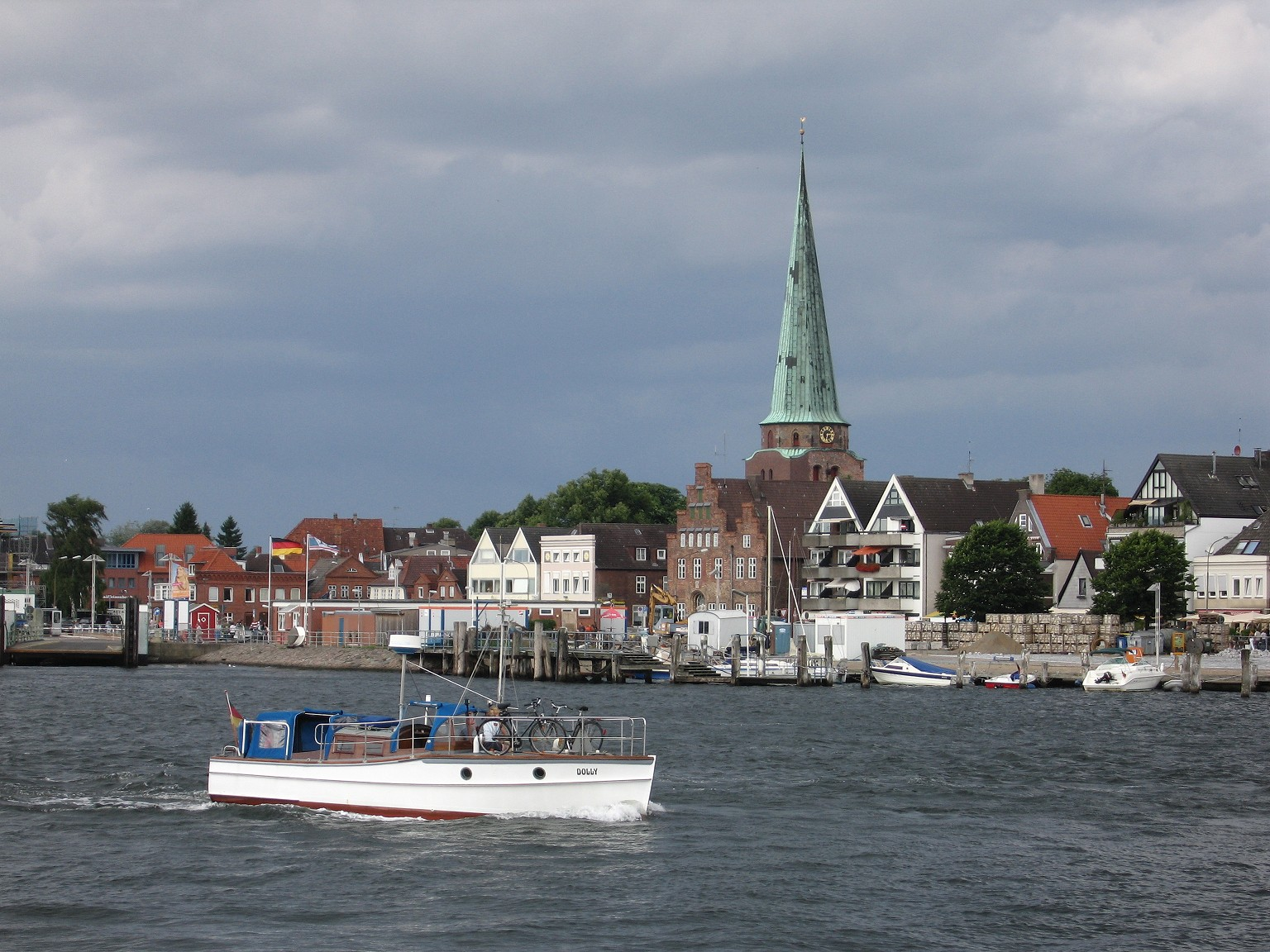
Widok na stare miasto

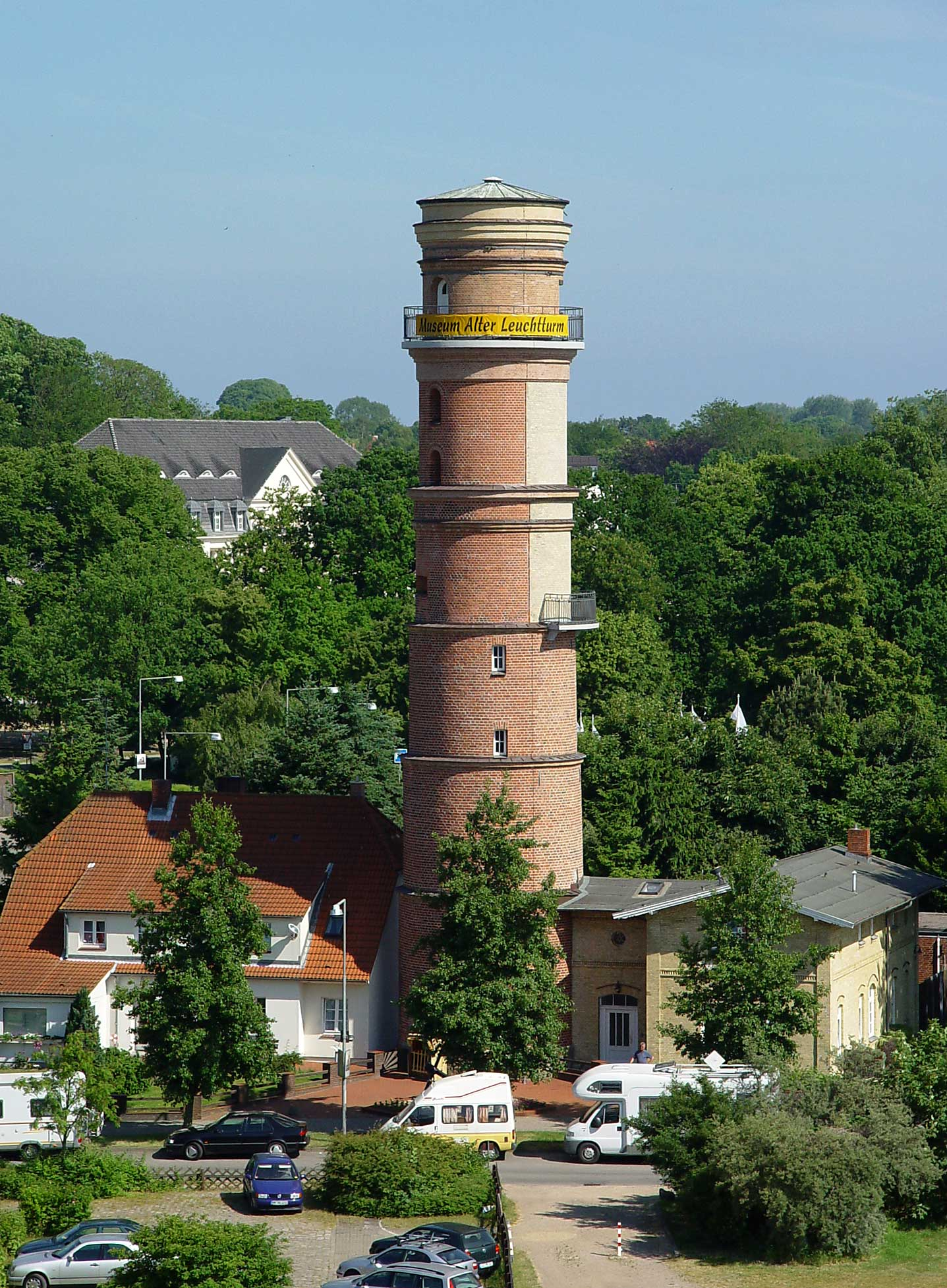
Zabytkowa latarnia morska

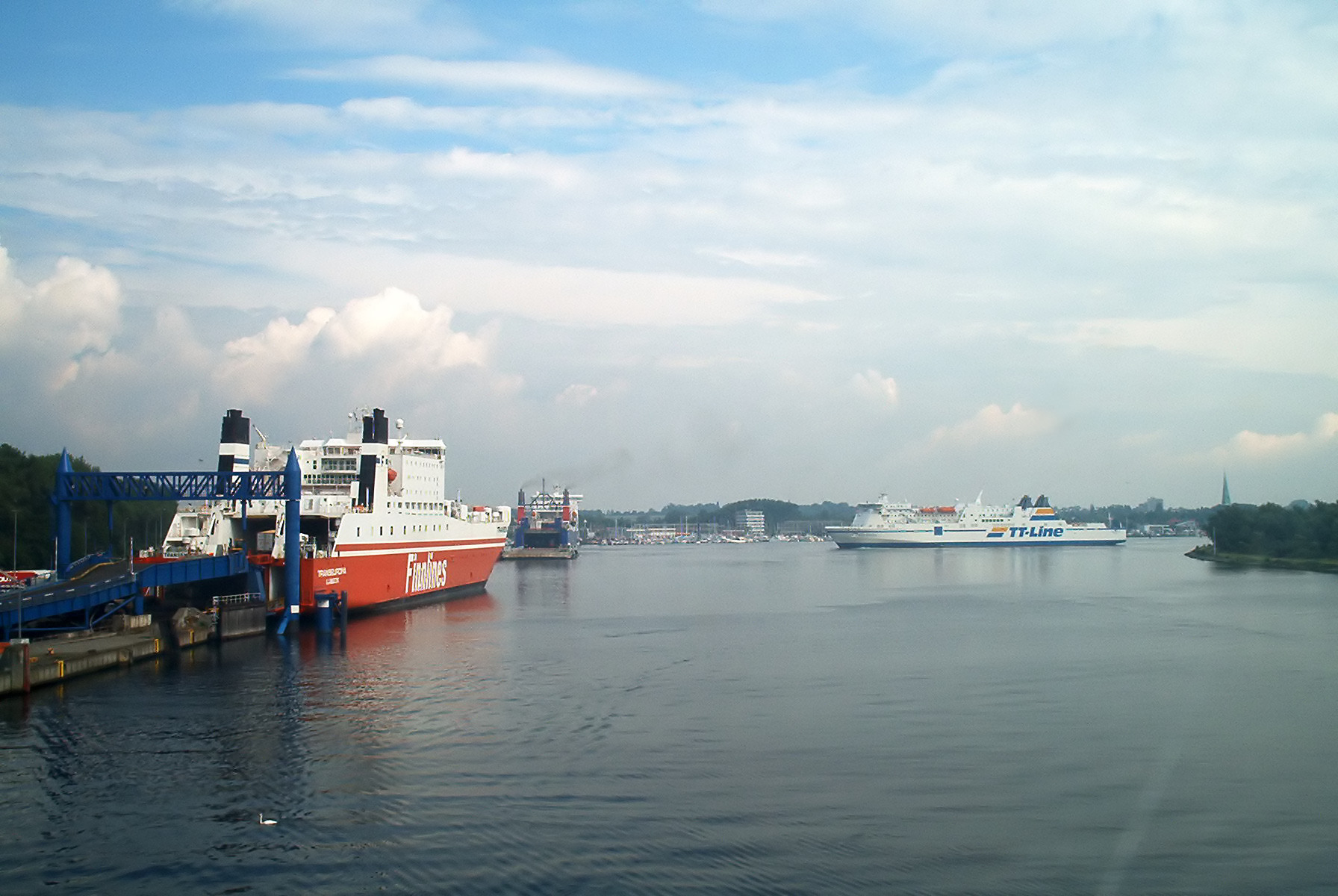
Fragment portu

Travemünde – dzielnica Lubeki położona przy ujściu rzeki Trave nad Zatoką Lubecką. 
Travemünde powstało na bazie twierdzy założonej w tym miejscu przez Henryka Lwa w II poł. XII w. w celu ochrony ujścia Trave. Fortyfikacje były w późniejszym okresie stale umacniane przez Danię. Stało się miastem w 1317, a w 1329 przeszło w posiadanie Lubeki. W 1807 fortyfikacje zostały rozebrane. W roku 1913 miasto zostało włączone do Lubeki.
Travemünde jest od 1802 znaną miejscowością wypoczynkową nad brzegiem Morza Bałtyckiego i największym portem promowym nad tym morzem. Odpływają z niej promy do Szwecji, Finlandii, Danii, Łotwy, Rosji i Estonii, dawniej także do Polski.

## Atrakcje turystyczne
- latarnia morska(inne języki) z 1539, przebudowana w 1827; obecnie muzeum.
- żaglowiec Passat(inne języki) – bark z 1911, statek-muzeum
- Casino Travemünde(inne języki) z 1914
- Promenada
- Świat Piasku – coroczny festiwal na którym pokazywane są rzeźby w piasku (odwiedza go rocznie ok. miliona osób)
- Tydzień Travemünde(inne języki) (niem. Travemünder Woche) – festyn podczas którego odbywają się (m.in.) regaty żaglowców
- kościół św. Lorenza z połowy XVI w.
- stacja kolejowa Lübeck-Travemünde Strand(inne języki) (pol. Travemünde-Plaża)
- Maritim Travemünde(inne języki) – hotel z 1974 o wysokości 119 m.

## Miasto w literaturze
O Travemünde wspominał Tomasz Mann w powieści Buddenbrookowie.